# Tatjana Šikolenko
Tatjana Ivanovna Šikolenko (rusko Татьяна Ивановна Шиколенко), ruska atletinja, * 10. maj 1968, Krasnodar, Sovjetska zveza.
Po razpadu Sovjetske zveze je nastopala za Belorusijo, od leta 1997 pa za Rusijo. Nastopila je na poletnih olimpijskih igrah leta 2000, ko je dosegla sedmo mesto v metu kopja. Na svetovnih prvenstvih je osvojila srebrni medalji v letih 1999 in 2003, kot tudi na evropskih prvenstvih leta 1998.
Tudi njena sestra Natalija je bila atletinja.